# Dance in the Dark
«Dance in the Dark» (рус. Танец в темноте) — песня, записанная американской певицей Леди Гагой с её третьего мини-альбома The Fame Monster. Песня была записана в 2009 году, она написана под вдохновением интимных чувств между двумя людьми в спальне. По словам Гаги: «запись о девушке, которая любит заниматься сексом с выключенным светом, потому что она стесняется своего тела». Песню изначально планировали выпустить после «Telephone», но из-за спора между Гагой и её звукозаписывающей компанией был выпущен «Alejandro».
Тем не менее песня выпущена четвёртым синглом, но только для Австралии и Франции, а также для ЮАР и Южной Америки. Песня была номинирована на премию «Грэмми» как лучшая танцевальная запись.

## Музыка и лирика

Леди Гага исполняет «Dance in the Dark» на «The Monster Ball Tour» в 2009 г.

На песню Dance in the Dark сильно влияние оказали стили ретро и новая волна. По словам Майкла Хаббарда с usicOMH, вступление песни начинается с заикания и стонов оргазма, затем Гага поёт песню.
Лирика песни повествует о девушке, которой некомфортно заниматься сексом при включенном свете. Dance in The Dark (англ. «Танец в темноте») — здесь метафора к слову «секс». Также певица обращается к знаменитым людям, которые погибли трагической смертью: Мэрилин Монро, Джуди Гарленд, Сильвия Плат, Принцесса Диана, Либераче, Стэнли Кубрик и Джонбенет Рэмси.

## Список композиций
- Цифровая дистрибуция[5]

1. «Dance in the Dark» — 4:48

## Участники записи
- Lady Gaga — автор, вокал, сопродюсер, аранжировка
- Фернандо Гарибай — продюсер, автор, музыкальные инструменты, музыкальное программирование, аранжировка
- Роберт Ортон — сведение
- Джонас Ветлинг — запись, звукоинженер
- Dan Parry — запись, звукоинженер
- Кристиан Делано — запись, звукоинженер[6]

## Места в чартах
| Чарт (2009—2011)                      | Высшее место |
| ------------------------------------- | ------------ |
| Australian Singles Chart              | 24           |
| Belgian Singles Chart (Flanders)      | 33           |
| Belgian Singles Chart (Wallonia)      | 48           |
| Canadian Hot 100                      | 88           |
| Czech Airplay Chart                   | 10           |
| French Digital Singles Chart          | 30           |
| Hungarian Singles Chart               | 9            |
| Polish Dance Club Singles Chart       | 38           |
| Russian Airplay Chart                 | 49           |
| Slovak Airplay Chart                  | 6            |
| UK Singles Chart                      | 89           |
| US Bubbling Under Hot 100 Singles     | 22           |
| US Hot Dance/Electronic Digital Songs | 9            |

## Хронология релиза
| Страна    | Дата выпуска    | Формат                            |
| --------- | --------------- | --------------------------------- |
| Бельгия   | 9 ноября 2009   | Цифровая дистрибуция — Промосингл |
| Австралия | 26 июля 2010    | Contemporary Hit Radio            |
| Франция   | 25 августа 2010 | Mainstream airplay                |